# Xyloperthella guineensis
Xyloperthella guineensis is een keversoort uit de familie boorkevers (Bostrichidae). De wetenschappelijke naam van de soort is voor het eerst geldig gepubliceerd in 1967 door Roberts.